# Амнишево
Амнишево (біл. вёска Амнішеўа) —  село (веска) в складі Логойського району розташоване в Мінській області Білорусі, підпорядковане Задор'євській сільській раді.
Село Амнишево розташоване в центральних районах Білорусі, у північній частині Мінської області - орієнтовне розташування [Архівовано 25 серпня 2011 у WebCite].